# Уотсон, Уайт

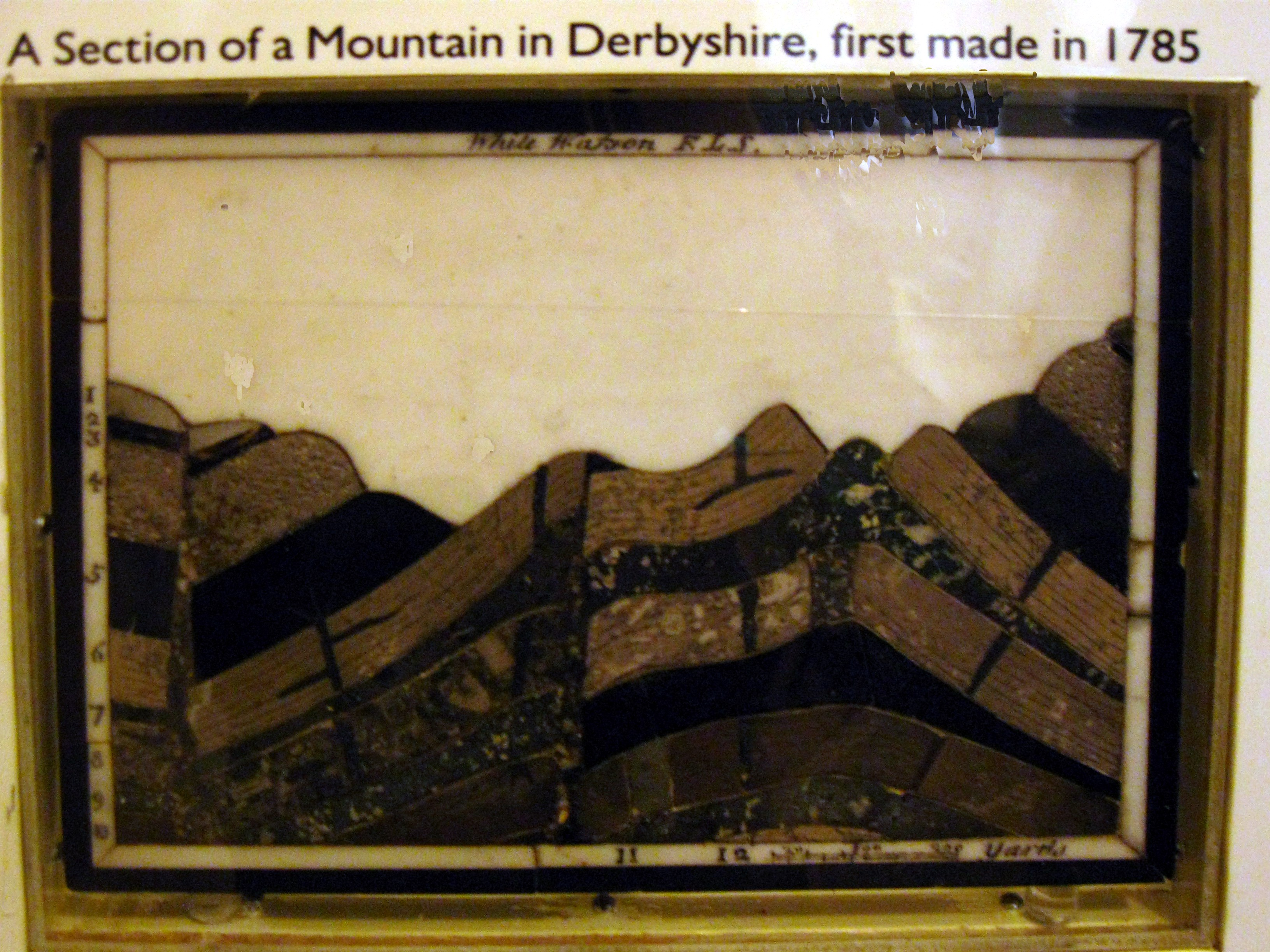
Изображение горы в сечении, выполненное Уайтом; выставлено в коллекции Музея и художественной галереи Дерби

Уайт Уотсон (англ. White Watson; 10 апреля 1760, Шеффилд — 8 августа 1835, Бейквелл, Дербишир) — английский геолог, скульптор, каменщик, резчик и продавец минералов. Общался со многими образованными людьми того времени, был искушён в нескольких художественных и научных сферах, что давало ему возможность быть одновременно писателем, поэтом, журналистом, учителем, ботаником, садовником, геологом и минераловедом. Вёл дневники и книги с собственными зарисовками на темы геологии, ископаемых и минералов, флоры и фауны. Опубликовал ряд небольших, но значимых научных работ в этой области. В качестве художника был прежде всего известен своими силуэтными картинами, как на бумаге, так и на мраморе.

## Биография
Уотсон родился в Уайтли Вуд Холл (Whitely Wood Hall) 10 апреля 1760 года. Его отцом был Самуэль Уотсон (Samuel Watson), матерью — Марфа Уайт (Martha White). Дед и прадед Уотсона (обоих их звали Самуэль Уотсон) были скульпторами и каменщинками, участвовавшими в перестройке Чатсуорт-хауса в 1687—1706 годы.
Уайт с детства заинтересовался камнями и минералами, и стал собирать собственную коллекцию из образцов из магазина отца. Его дядя, Генри Уотсон (Henry Watson), был резчиком по мрамору в Бейквелле и Эшфорде-он-зе-Вотер в начале 1750-х, и в Эшфорде-он-зе-Вотер он построил собственную водяную мраморную фабрику. Во многом именно Генри Уотсон наладил местную торговлю флюоритом и эшфордским чёрным мрамором, в том числе для отделки Чартсуорт-Хауса в 1779 году. Окончив Шеффилдскую школу в возрасте 14 лет, Уайт Уотсон ушёл жить к дяде, и учился у него с 31 мая 1774 года. Согласно его собственному каталогу, ныне выставленному в Шеффилдской библиотеке, он официально начал свою коллекцию окаменелостей и минералов в том же году. В 1872 году он стал рекламировать себя как скульптора и гравёра, и помогал дяде вести бизнес.
Вероятно, впечатлившись диаграммами Джона Уайтхёрста 1782 года, в 1785 году Уайт представил Уайтхёрсту свои диаграммы «секция горы Дербишира» (A Section of a Mountain in Derbyshire) и «планшет» (Tablet), изготовленные непосредственно из камней. Этот инновационный метод отображения не только показал раннее понимание новой науки о геологических слоях, но и явился первой попыткой документирования стратиграфической структуры Дербишира в целом в отличие от структуры, свойственной конкретным населённым пунктам, как то делал Уайтхёрст. В течение своей жизни Уотсон сделал около 100 таких планшетов, сопровождавшихся пояснительными записками, и его записи содержат эскизы значительно большего количества. Местонахождение большинства из них неизвестно, хотя их сохранилось не менее пятнадцати. Вероятно, такие доски делал также Джон Мейв.
Генри Уотсон умер в 1786 году, и его бизнес был продан. С этого времени важной частью деятельности Уайта становится изготовление надгробий.
В 1795 году Уотсон был выбран в члены Лунного общества, где состоял вплоть до своей смерти. Кроме того, он был членом Философского общества Дерби с 1800 года.
В 1808 году Уотсон женился на Энн Торпе (Ann Thorpe); овдовел в 1825 году. Детей у него никогда не было. Несмотря на свои работы, он умер, пытаясь оплатить долги путём продажи большей части своей коллекции.

## Избранные публикации
- Observations on Bakewell, post-1798
- A Catalogue of a Collection of Limestones, 1803
- A Catalogue of a Collection of Limestones, 1805
- A Catalogue of a Collection of Limestones, 1805
- A Catalogue of a Collection of Fossils, 1805
- A Delineation of the Strata of Derbyshire, 1811. Republished, 1973. ISBN 0-903485-06-0
- A Collection of Poems, 1812 (intended to accompany the 'Delineation' above)
- A Section of the Strata forming the Surface in the Vicinity of Matlock Bath in Derbyshire, 1813
- On Entrochal Marble, one-page pamphlet, 1826
- A Theory on the Formation of Mineral Veins, one-page pamphlet, 1827
- A Description of Slickensides, one-page pamphlet, 1829
- Observations on Prismatic Gritstone, one-page pamphlet, 1833